# Drugi svečani mimohod Oružanih snaga Republike Hrvatske
Drugi svečani mimohod Oružanih snaga Republike Hrvatske pod nazivom „Pobjednički bedem” održao se 30. svibnja 1997. godine na zagrebačkom Jarunu povodom Dana državnosti. Dogodio se dvije godine nakon Prvoga svečanoga mimohod Oružanih snaga Republike Hrvatske iz 1995. godine.
Mimohod je organiziran kao svečana proslava pobjede u Domovinskom ratu, simbolizirajući transformaciju Hrvatske vojske iz ratnih u mirne uvjete.
Na Jarunu su se te 1997. godine predstavile razne komponente Oružanih snaga Republike Hrvatske:
- postrojbe Hrvatske kopnene vojske
- Oklopne snage s modernim vozilima
- Hrvatsko ratno zrakoplovstvo[3]
- Različite specijalizirane vojne formacije

Lokacija na Jarunu omogućila je adekvatnu prezentaciju raznih vojnih rodova i službi, uključujući demonstracije zrakoplovnih sposobnosti.